# Mitrydates I (władca Kios)
Mitrydates I (gr.: Mιθριδάτης, Mithridátēs) (zm. 363 p.n.e.) – władca greckiego miasta Kios z perskiej dynastii Artabazydów od 402 p.n.e. do swej śmierci. Syn Ariobarzanesa I, władcy Kios.
Był wspomniany przez Ksenofonta, historyka i żołnierza greckiego, jak zdradził swego ojca. Ta sama okoliczność jest wspominana także przez filozofa greckiego Arystotelesa. Jest prawdopodobne, że Mitrydates towarzyszył Cyrusowi Młodszemu, który dążył do zagarnięcia tronu perskiego należącego do starszego brata Artakserksesa II, ale nie ma na to żadnego dowodu. Prawdopodobnie był tym samym Mitrydatesem wspomnianym przez Ksenofonta, jako satrapa Kapadocji i Likaonii. Prawdopodobnie zmarł w 363 p.n.e., kiedy jego syn Ariobarzanes II opanował rodzinny Kios.